# 뷜
뷜(프랑스어: Bulle)은 스위스 프리부르주 그뤼예르구에 위치한 도시이다. 2006년 1월 뷜은 이전에 독립된 지자체인 라 투르-드-트렘(La Tour-de-Trême)을 통합했다.

## 역사

### 고대
뷜은 9세기에 Butulum으로 처음 언급되었다. 1200년에 그것은 Bollo로 언급되었다. 시정촌은 이전에 독일 이름 Boll로 알려졌다. 그러나 그 이름은 더 이상 사용되지 않는다.
뷜 지역의 초기 역사에 대해 알려진 것은 거의 없다. 1995년에는 초기 할슈타트 시대의 큰 무덤이 부분적으로 발굴되었다. 무덤은 나중에 교회가 세워진 언덕에서 약 300m 떨어진 곳에 있다.

### 중세

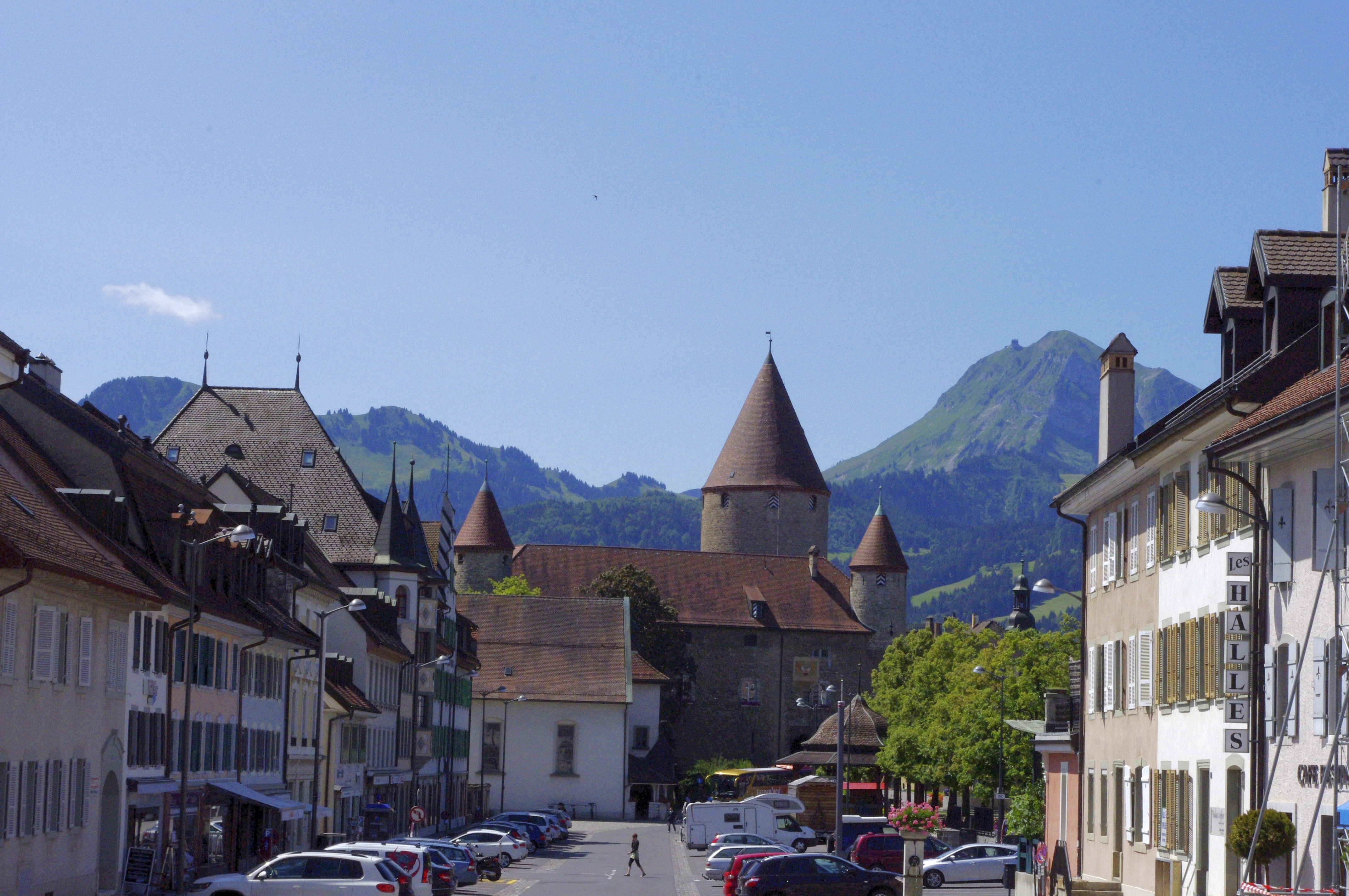
뷜 구시가지

중세 초기에는 큰 교구를 덮은 교구 교회의 본거지였다. 이 성 유세비우스 교회는 로잔 주교가 6~7세기에 지은 것으로 추정된다. 교회는 852년과 875년 사이에 여러 번 언급되었다. 9세기에 본당은 여러 개의 독립된 본당으로 분할되었다. 본당의 규모가 축소되면서 교회는 점차 이전의 중요성을 잃어버렸지만, 16세기까지 오고 관할지의 중심지로 남아 있었다.
관할 교구는 야운 고개(Jaun)의 트레보(Treyvaux)까지 자넨 계곡 전체를 덮었다. 그리고 시옹즈 계곡(Sionge)과 글란(Glâne)까지 서쪽으로 확장되었다. 뷜은 아마도 6세기에 이르면 로잔 주교의 세속 권력 아래 놓였을 것이며, 아방슈(Avenches) 및 큐어틸(Curtilles)과 함께 원래 주교 소유의 영토를 형성했다.
그뤼예르 백작도 뷜에서 주권을 갖고 있었기 때문에 12세기, 13세기, 14세기에 백작과 주교 사이에 수많은 갈등이 있었다. 이러한 갈등은 항상 주교에게 유리하게 결정되었기 때문에 백작은 결국 뷜에 대한 모든 권리를 상실했다. 12세기까지 뷜은 중요한 지역 경제 중심지였다. 1195/96년에 루돌프 백작은 시장을 폐쇄했다. 그뤼예르에서 그의 지원을 확장하고 뷜의 오래된 시장으로 확장했다. 그 당시 마을은 교회를 둘러싸고 있고 아마도 그 근처에 성이 있었던 농가의 집합체였다. 13세기에 주교들은 이 도시가 그들의 수입과 주변 지역을 관리하고 방어하는 데 중요하다는 것을 인식했다. 보니파시오 주교는 1231~39년에 2차로와 4열 집이 있는 직사각형 마을을 둘러싸고 있는 성벽을 세웠다. 조금 후에, 아마도 윌리엄 드 샹벤트(William de Champvent, 1273-1301)의 감독 아래, 성은 도시의 남동쪽에 세워졌다. 성의 본관은 남문과 주변 평야를 지배하는 33m 높이의 탑이었다. 중세 내내 주교들은 도시를 통치할 두 명의 장교, 즉 카스텔란과 시장을 임명했다. 13세기에서 15세기에 걸쳐 귀족 드 불 가문이 시장직을 맡았다. 뷜의 시민들은 1195/96년에 언급되었지만, 14세기에 처음으로 조직이 있었다고 증언한다. 12세기 말부터 개인의 자유, 권리 및 특권이 종종 도시의 시민들에게 부여되었으며, 일반적으로 뷜의 시민들은 로잔의 시민들과 동일한 특권을 가졌다. 1350년경부터 그뤼예르와 아콩시엘(Arconciel) 사이의 자넨 계곡에 있는 많은 마을은 역사적 중요성과 인구의 대부분을 잃었다. 그러나 뷜의 유리한 위치, 기반시설과 감독 지원으로 인해 뷜은 중요한 지역 중심지로 남아 있었다. 또한 1447년에 발생한 엄청난 화재에서 빠르게 복구할 수 있었다.

### 전근대
뷜의 역사에서 전환점은 부르고뉴 전쟁 중에 이뤄졌다. 1476년 1월 16일 프리부르와 동맹을 맺었다. 조약으로 인해 모라 전투(1476년 6월 22일) 이후 승전국 스위스에게 약탈당하지 않았다. 1536년 베른이 보주를 정복하자 주교 세바스티앙 드 몽팔콩(Sébastien de Montfalcon)은 로잔에서 프리부르로 도망쳐 자신과 뷜을 그 도시의 보호 하에 두었다. 프리부르의 보호로 뷜은 가톨릭 신자로 남을 수 있었다. 그러나 프리부르의 보호는 1537년에 지배로 바뀌었다. 뷜성에서 이전 주교 영지를 통치했던 프리부르가 임명한 집행관이 시민들을 대리 통치했다.
1536년부터 1798년까지의 기간은 상당히 조용했다. 도시는 성벽을 약간 넘어 위쪽 성문 근처로 확장되었다. 정치적으로는 무력했지만, 치즈 생산과 무역을 위한 경제적 중심지가 되었다. 프랑스로 수출되는 대부분의 치즈의 허브였다. 17세기에 예배당(Notre-Dame-de-Pitié 또는 de Compassion)과 그곳에 세운 동상이 순례지가 되었다. 1665년 카푸친회의 재산을 인수하고 예배당을 확장하고 장식했으며, 병원 부지에 수녀원 건물을 지었다. 병원은 윗문 부근으로 옮겼다. 이 사원은 부르고뉴와 사보이 백국령에서 많은 순례자들을 끌어들였다. 18세기에는 그 인기가 서서히 쇠퇴하기 시작했다. 1750-51년에 새 건물은 너무 작아진 생피에르-오-리앙(Saint-Pierre-aux-Liens)의 교구 교회를 대체했다. 1763-1768년에 집행관의 숙소와 성의 관객 홀이 확장되고 개조되었다.

### 18세기~현재
18세기 말부터 뷜은 주정부에서 중요한 역할을 하게 되었다. 1781년 프리부르에서 앙시앵 레짐 정부에 반대하는 민중 봉기를 주도한 피에르 니콜라 슈노(Pierre-Nicolas Chenaux)는 뷜에서 봉기를 일으키기 전에 집회를 열었다. 봉기가 실패한 후, 운동의 몇몇 회원들은 파리로 망명하여 헬베티크 클럽을 설립했다. 1798년 프랑스 침공 기간 동안 많은 뷜 주민들이 혁명적 대의에 가담했다. 1월 26일까지 자유의 나무가 성 앞에 세워졌고, 시민들은 감독 위원회를 선출하고 주지사를 도시에서 몰아냈다. 뷜은 기꺼이 프랑스가 지원하는 르망(레만) 공화국에 합류했을 것이다. 그러나 행진 선거 후에 뷜은 헬베티아 공화국의 프리부르주의 일부가 되었다. 프리부르의 통치 아래 그뤼예르 마을이 뷜 대신 지역의 소재지로 선택되었다. 뷜은 또한 1798-1802년의 프랑스 점령 기간 동안 많은 빚을 지게 되었다. 북쪽에서 이탈리아로 진군하는 군대의 주둔지가 되었고, 뷜에 주둔한 군대와 그 땅을 통과하는 군대에 대한 비용을 지불해야 했다.
1805년 4월 2일에 거대한 화재로 도시 전체가 거의 파괴되었다. 그것은 빠르게 재건되었고, 대부분의 중세 거리가 유지되었다. 그러나 4열의 집 중 하나는 큰 시장을 위한 공간을 마련하기 위해 재건축되지 않았다. 타운 곡물 창고는 빠르게 재건되었으며, 1808년에 시청이, 1816년에 재건된 교회가 이어졌다.
19세기 전체 동안 뷜은 유신(1814-1830) 동안 보수적인 주정부에 대해 종종 극렬한 반대를 일으켰다. 그들은 1831년에 만연한 재건운동 기간에 자유주의 주헌법을 지지했다. 1840년 이후 보수당은 주 정부에서 권력을 되찾았고, 이는 급진적 반대파에 새로운 자극을 주었고, 뷜은 가장 중요한 중심지 중 하나였다. 1847년 1월 뷜에서 공개적인 반란이 일어났다. 1847년 1월 6일 시장은 성에 투옥되었다. 3일 후인 1월 9일에 무장 단체가 뷜에서 프리부르를 향해 진군했지만, 반쯤 도착했을 때 마을로 돌아왔다. 존더분트 전쟁 이후, (베른의 지배에 불만을 품은 한 무리의 칸톤이 스위스 연방을 떠나려고 시도했지만, 연방군에 의해 저지된 짧은 내전) 1848년의 새로운 칸톤 헌법은 뷜을 그뤼에르 구의 수도로 만들었다. 1853년 선거에서 급진주의자들을 정치적 과잉으로 처벌한 선거 기간 동안 도시는 폭력의 현장이었다. 뷜에서 급진파와 보수파 사이의 폭력적인 충돌은 19세기 내내 지속되었다. 동시에 양 당은 야심찬 프로젝트로 자신을 구별하려고 노력했다. 급진파는 뷜와 로몽 사이에 철도를 건설했고, 1853년 그뤼예르 인민은행을 설립했으며, 1882년 급진적인 ‘라 그뤼예르’(La Gruyère) 신문을 창간하고, 1893년에는 자체 전기 회사를 설립했다. 보수당은 1867년 ‘르 프리부르주아’(Le Fribourgeois) 신문을 발행하며 맞섰다.  1867년에 그뤼예르 신용은행과 1903-12년에 그뤼예르 전철을 건설했다.
19세기 중반부터 1970년까지 급진당은 시의회에서 다수를 차지한 반면 보수당은 항상 소수였다. 1948년에 사회주의자는 2개의 의석을 얻었지만, 1950년에 잃었지만, 1958년과 1966년에 다시 얻었다. 1970년과 1996년 사이에 위원회는 4명의 급진파, 3명의 사회당과 사회민주당, 2명의 기독민주당으로 구성되었다. 제2차 세계 대전 동안 뷜은 주요 폭동인 뷜 폭동의 현장이었다. 1944년 11월 23일, 불법 육류 거래를 조사하던 5명의 연방 조사관이 폭도의 습격을 받아 안전을 위해 성(구 행정청 건물)으로 도주해야 했다. 1945년 10월 연방 법원은 프리부르에서 열렸고, 전체 스위스 언론이 참석한 가운데 폭도들에 대한 14건의 유죄 판결이 내려졌다.

## 지리

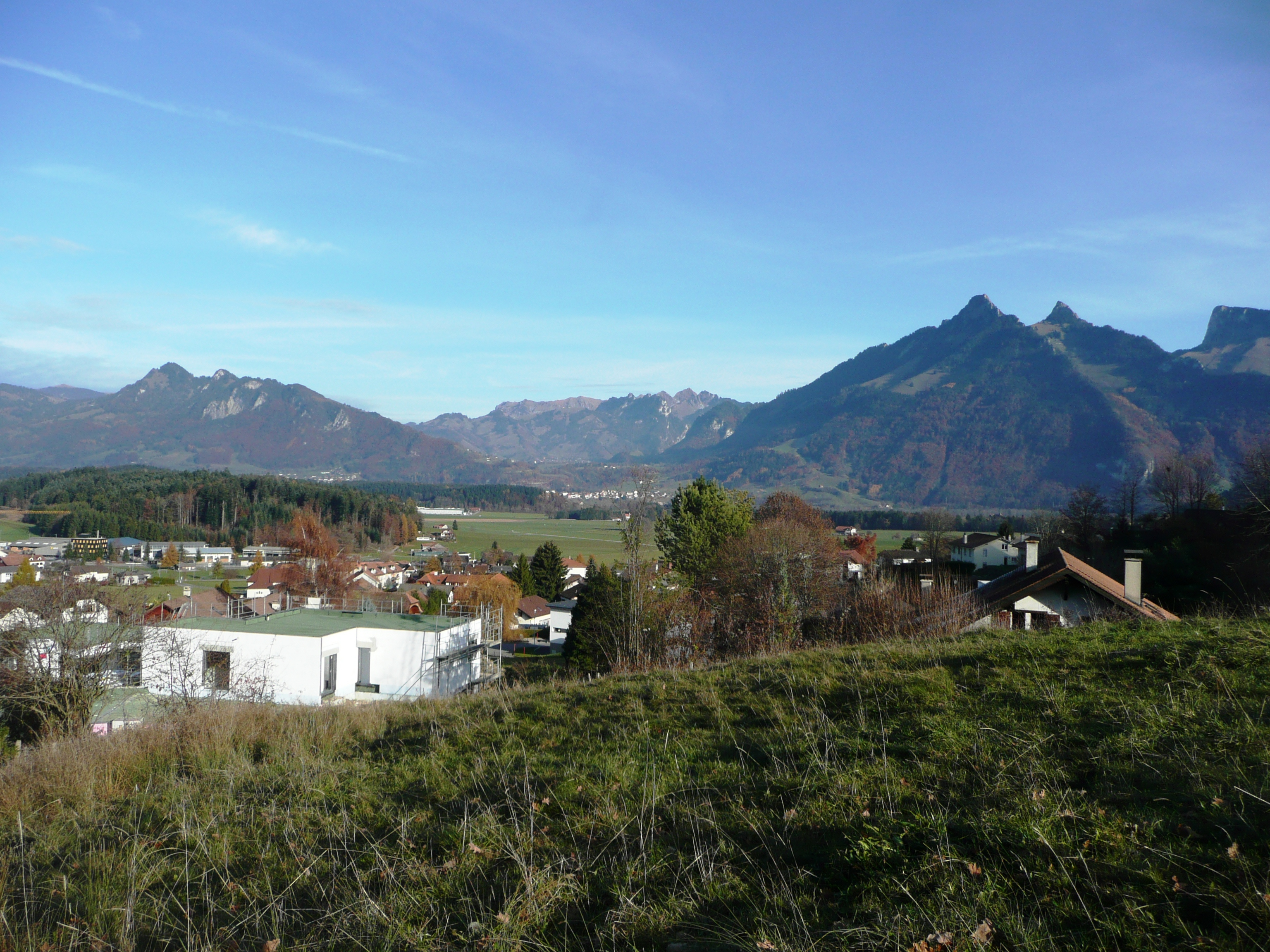
뷜 근처 르 바퀴어 몽바리의 풍경

뷜의 면적은 2013년 기준으로 23.86k㎡이다. 이 면적 중 10.03k㎡ (42.0%)가 농업 목적으로 사용되는 반면 7.55k㎡ (31.6%)는 산림이다. 나머지 토지 중 6.04k㎡ (25.3%)가 정착(건물 또는 도로), 0.14k㎡ (0.6%)가 강 또는 호수이고, 0.08k㎡이다. 또는 0.3%는 불모지이다.
건축면적 중 공업용 건물이 전체 면적의 4.0%, 주택과 건물이 12.5%, 교통 기반시설이 6.5%를 차지했다. 전력 및 수자원 기반시설과 기타 특별 개발 지역이 면적의 1.3%를 차지했다. 숲이 우거진 토지 중 전체 토지의 30.2%는 숲이 우거져 있고 1.5%는 과수원이나 작은 나무 군락으로 덮여 있다. 농경지 중 10.1%는 작물 재배에 사용되며, 20.6%는 목초지, 11.3%는 고산 목초지에 사용된다. 시정촌의 모든 물은 흐르는 물이다.
시정촌은 그뤼예르구의 수도이다. 그것은 트렘강(Trême)의 왼쪽 위 770m 높이의 언덕에 위치해 있다.

## 인구통계
2020년 12월 기준, 뷜의 인구는 24,412명이다. 2008년 기준으로 인구의 29.8%가 거주하는 외국인이다. 2000년부터 2010년까지 지난 10년 동안 인구는 27.2%의 비율로 변화했다. 이주는 24.2%, 출생과 사망은 3.8%를 차지했다.
2000년 기준, 인구 대부분인 9,492명(85.1%)이 프랑스어를 모국어로 사용하고, 포르투갈어가 488명(4.4%)으로 두 번째로 많이 사용하고, 독일어가 345명(3.1%)으로 세 번째로 사용된다. 이탈리아어를 할 줄 아는 125명과 로만슈어를 할 줄 아는 사람이 2명 있다.
2008년 기준으로 인구는 남성 48.6%, 여성 51.4%이다. 인구는 5,693명의 스위스 남성(인구의 31.2%)과 3,185명(17.4%)의 비스위스계 남성으로 구성되었다. 스위스 여성은 6,605명(36.1%), 비스위스계 여성은 2,790명(15.3%)이었다. 지자체의 인구 중 2,917 또는 약 26.2%가 2000년에 뷜에서 태어나 그곳에 살았다. 같은 주에서 태어난 3,896 또는 34.9%가 있었고, 1,227 또는 11.0%가 스위스 타지에서 태어났다. 2,642명(23.7%)이 스위스 이외의 외국 지역에서 태어났다.
2000년 기준으로  아동·청소년(0~19세)이 25.3%, 성인(20~64세)이 60.5%, 노인(64세 이상)이 14.2%를 차지하고 있다.
2000년 기준으로 시정촌에 미혼이거나, 독신인 사람은 4,730명이다. 기혼자는 5,034명, 미망인은 798명, 이혼한 사람은 587명이었다.
2000년 기준으로 시정촌의 개인가구는 6,000호로 가구당 평균 2.3명이다. 1인 가구는 1,575가구, 5인 이상 가구는 311가구였다. 2000 년에는 총 4,502채(전체의 89.5%)가 영구적으로 사용되었으며, 373개(7.4%)가 계절적으로 사용되었으며, 155개(3.1%)가 비어 있었다. 2009년 기준 신규주택 건설률은 인구 1,000명당 13.1세대였다.
2003년 현재 뷜의 평균 아파트 임대료는 월 1026.06 스위스 프랑 (CHF)이었다. (2003년부터 US$820, £460, €660 약 환율) 방 1개짜리 아파트의 평균 가격은 514.78 CHF(US$410, £230, €330)였고, 방 2개짜리 아파트는 약 731.83 CHF(US$590, £330, €470), 방 3개짜리 아파트는 약 940.67 CHF(US$750, £420, €600) 및 6개 이상의 방 아파트 비용은 평균 1525.37 CHF(US$1220, £690, €980)이다. 뷜의 평균 아파트 가격은 전국 평균 1116CHF의 91.9%였다. 2010년 시정촌 공실률은 1.18%였다.
역사적 인구는 다음 차트에 나와 있다.

### 종교

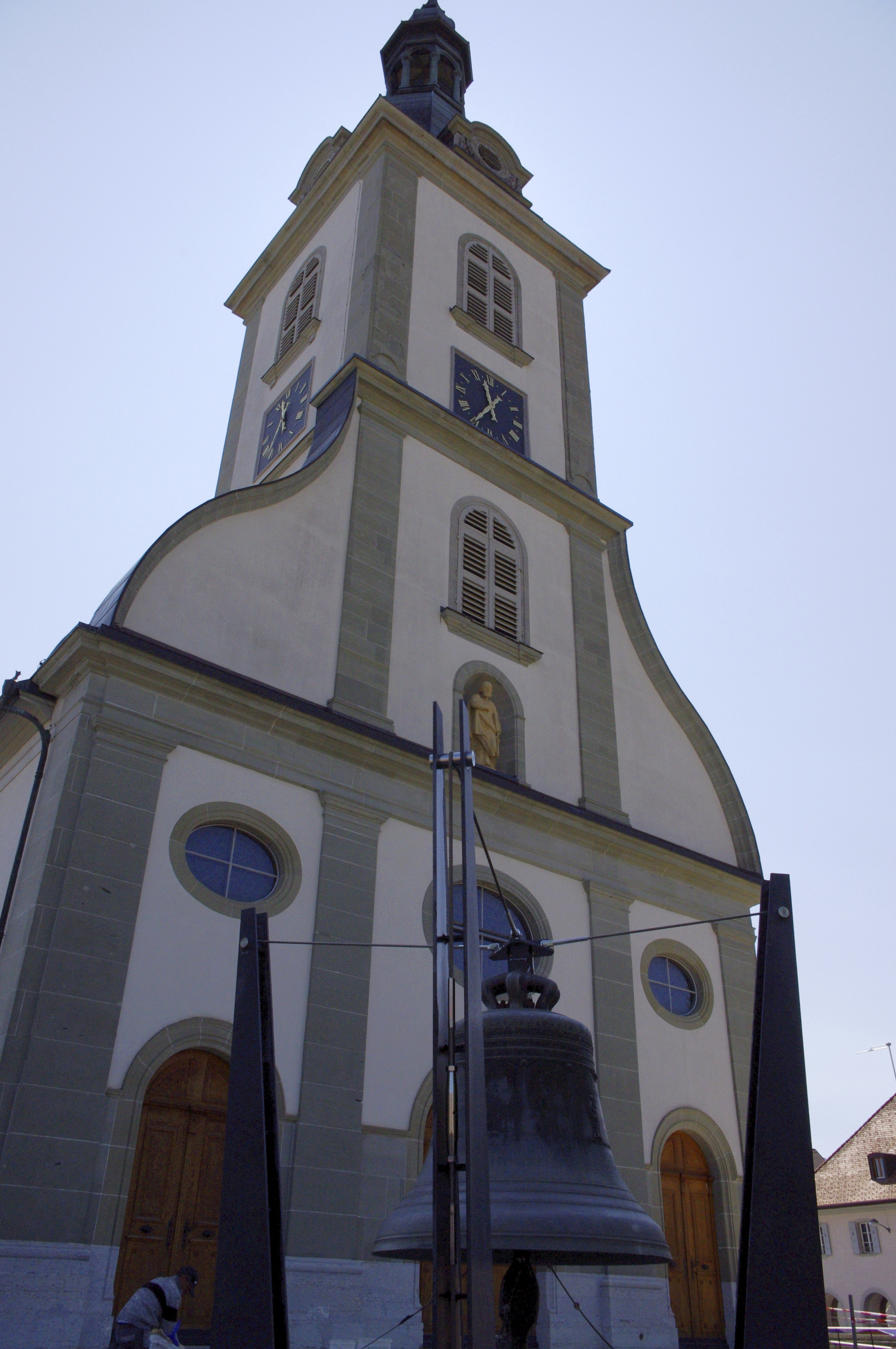
생피에르-오-리앙 교회

2000년 인구 조사에 따르면 8,436명(75.7%)이 로마 가톨릭 신자이고, 625명(5.6%)이 스위스 개혁 교회에 속해 있다. 나머지 인구 중 정교회 교인이 54명(인구의 약 0.48%), 천주교 교인이 8명(인구의 약 0.07%), 246명이 있었다. 다른 기독교 교회에 속한 개인(또는 인구의 약 2.21%). 유대인은 10명(인구의 약 0.09%)이었고, 이슬람교는 701명(인구의 약 6.29%)이었다. 불교도는 51명, 힌두교는 12명이었다. 다른 교회에 속한 11인이 있었다. 579명(인구의 약 5.19%)이 교회에 속하지 않고 불가지론자 또는 무신론자이며, 538명(인구의 약 4.83%)이 질문에 대답하지 않았다.

## 경제
2010년 현재 뷜의 실업률은 4.9%이다. 2008년 현재 1차 경제 부문에 74명이 고용되어 있으며, 이 부문에 약 22개 기업이 참여하고 있다. 3,932명이 2차 부문에 고용되었고, 이 부문에 167개의 기업이 있었다. 6,381명이 3차 부문에 고용되어 있으며, 이 부문에는 737개의 기업이 있다. 시정촌 주민은 5,480명으로 일정 정도 고용되었으며, 그중 여성이 전체 노동력의 45.1%를 차지하였다.
2008년에 정규직에 상응하는 총 일자리 수는 8,850개였다. 1차 부문의 일자리 수는 56개였으며, 그중 49개는 농업, 6개는 임업 또는 목재 생산이었다. 2차 부문의 일자리 수는 3,784개였으며, 이 중 제조업 2,411개(63.7%), 광업 5개(0.1%), 건설 1,250개(33.0%)였다. 3차 부문의 일자리는 5,010개였다. 3차 부문에서; 도소매업 1,631개(32.6%), 자동차 수리업 319개(6.4%), 호텔·레스토랑 452개(9.0%), 정보업 70개(1.4%) 등, 472개(9.4%)가 보험 또는 금융업, 517개(10.3%)가 기술 전문가 또는 과학자, 471개(9.4%)가 교육, 492개(9.8%)가 의료 분야였다.
2000년 기준 자치단체로 통근하는 근로자는 4,927명, 출퇴근자는 2,232명이었다. 지자체는 근로자의 순수입 지자체이며, 1명이 전출할 때마다 약 2.2명의 근로자가 지자체에 전입된다. 근로 인구 중 대중교통을 이용하여 출근하는 비율은 8%, 자가용은 66.1%였다.

## 교육
뷜에서는 인구의 약 3,207명(28.8%)이 비필수 고등교육을 이수했으며, 1,134명(10.2%)이 추가 고등교육( 대학 또는 응용학문대학)을 마쳤다. 고등교육을 이수한 1,134명 중 57.4%가 스위스 남성, 25.7%가 스위스 여성, 10.1%가 비스위스계 남성, 6.9%가 비스위스계 여성이었다.
프리부르주의 학교 시스템은 1년의 의무가 아닌 유치원, 6년의 초등학교를 제공한다. 이후 3년 동안의 의무적 중학교 과정을 거쳐 학생들을 능력과 적성에 따라 구분한다. 중학교 이하 학생들은 3년 또는 4년제 고등학교에 진학할 수 있다. 상급 중학교는 체육관 (대학 준비)과 직업 프로그램으로 나뉜다. 상위 중등 프로그램을 마친 후 학생들은 고등학교에 다니거나 견습 과정을 계속할 수 있다.
2010학년 ~ 2011학년도 동안 뷜에는 총 6,205명의 학생이 325개 학급에 다녔다. 지자체의 총 3,029명의 학생이 지자체 또는 외부 학교에 다녔다. 시정촌에는 193명의 학생이 있는 11개의 유치원 수업이 있었다. 지자체에는 58개의 초등 학급과 1,243명의 학생이 있었다. 같은 해에 총 1,682명의 학생이 있는 84개의 중학교가 있었다. 79개의 직업 고등학교 수업이 있었고, 47개의 고등학교 수업이 있었고, 938명의 고등학교 학생과 1,166명의 직업 고등학교 학생들이 있었다. 전문대학생.
2000년 현재 뷜에는 다른 지자체에서 온 1,680명의 학생이 있었고, 200명의 주민들은 지자체 외부의 학교에 다녔다.
뷜에는 뷜 도서관이 있다. 도서관은 (2008년 현재) 78,000권의 책 또는 기타 매체를 보유하고 있으며, 같은 해에 131,270권을 대출했다. 그해에는 주당 평균 31시간씩 총 260일을 열었다.

## 교통

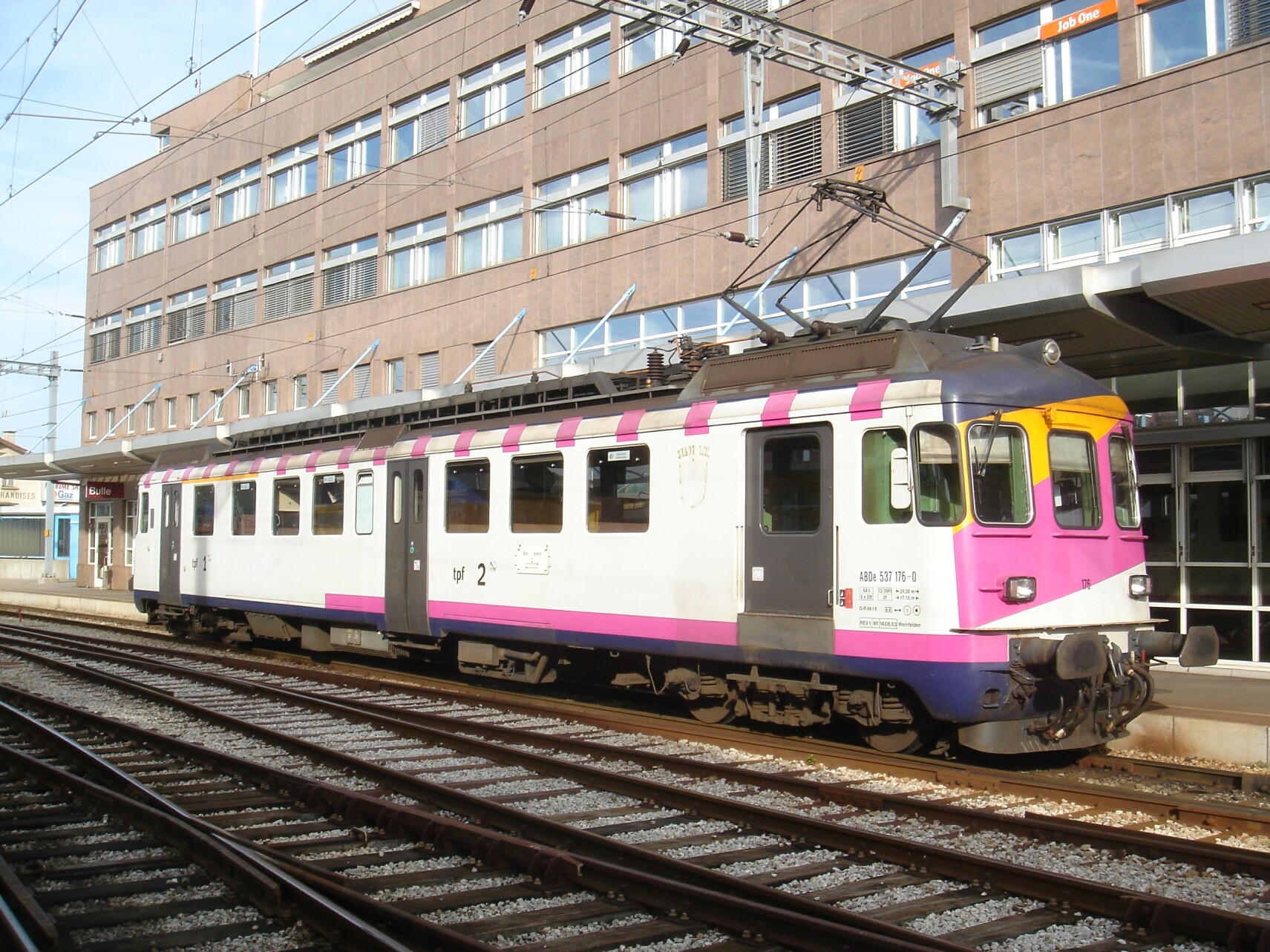
뷜역

뷜역은 이전 프리부르주아 철도 및 그뤼예르 – 프리부르 – 모라(GFM) 미터궤 철도 및 기타 철도의 운영 중심지이다. 뷜에는 관리 본부, 작업장이 있으며, 현대적인 교통 허브 및 역 내에는 미터궤와 표준궤 노선과 많은 버스 노선 간의 연결이 있다. 몽트뢰-오버란트 베르누아(파노라마 익스프레스)의 다양한 열차로 환승은 인근 몽보봉(Montbovon)에서 이루어지며, 이 열차는 몽트뢰-그뤼예르선의 인기 있는 초콜릿 익스프레스까지 여행자들에게 편리한 연결을 제공한다. 1969년까지 샤텔-생드니(Châtel-St-Denis)는 브베의 CEV 노선으로도 도달했다. 철도를 운영, 장비, 유지하는 데 비용이 매우 많이 들고 주와 연방 정부의 보조금이 필요하다. 따라서 효율성을 개선하고 비용을 줄이는 방법이 항상 고려되었으며, 따라서 많은 인접 철도 노선이 흡수되고, 나머지는 폐기되었다. 시스템의 이러한 지역적 성장으로 인해 2000년에 회사 이름이 프리부르주아 대중교통 SA(Freiburgische Verkehrsbetriebe AG)로 바뀌었고, 프리부르의 모터 버스와 트롤리버스 노선이 통합되었다.
협궤 네트워크의 본선은 SBB 본선의 팔레지유에서 샤텔-생드니와 뷜을 거쳐 몽보봉에서 로잔까지 운행된다. 팔레지유에서 샤텔-생드니까지의 첫 번째 구간은 데니스는 1901년 4월 29일에 문을 열었고, 1904년에 몽보봉으로 가는 구간이 이어졌다. 길이가 44.2km인 본선은 몽보봉의 몽트뢰-오버란트 베르누아 철도(MOB)와 연결된다. 뷜에서 브록까지의 5.5km 지점은 1912년 6월 24일에 마을뿐만 아니라 깔례(Cailler, 지금의 네슬레) 초콜릿 공장을 위해 문을 열었다. 노선의 기울기는 주요 노선에서 최대 1/31로 심하지 않다. 그러나 브록 마을과 브록 파브리크 사이의 구간은 초콜릿 공장에 도달하기 위해 계곡 바닥까지 20분의 1의 경사를 가지고 있다. 이 CEG 노선은 처음부터 전기 견인으로 운영되는 독자적인 운영을 했으며, 이 회사는 1942년에 두 개의 표준궤 노선과 결합하여 GFM을 구성했다. 원래 작동 전압은 750V DC였지만, 노선에서 더 나은 운반 능력을 제공하기 위해 900V DC로 증압했다.
기차는 샤텔-생드니에서 기차의 역전으로 인해 초기부터 주요 동력으로 선택되었다. 그리고 이것은 단일 자동차 또는 여러 대의 자동차로 작동하는 재건되거나 새로운 현대적인 유닛으로 계속되었다.
1958년 이래로, 대부분의 화물이 표준궤로 운송되는 화물 운송은 표준궤 마차(화물차)가 미터궤 보기 트럭으로 운송되는 ‘피기백’ 시스템에 의해 협궤로 운반되었다. 2004년에 네슬레 공장은 시스템을 통해 1,500대 이상의 왜건을 생산했다. 2006년 12월부터 TPF는 화물 수송량을 스위스 연방 철도로 넘겼고, 두 대의 기관차(101번과 102번)가 흑자를 냈다. 2007년 4월 MOB에 매각되었다.

## 축구
FC 뷜은 지자체의 축구 클럽이다.